# Родионенко, Михаил Викторович
Михаил Викторович Родионенко (укр. Михайло Вікторович Родіоненко; 2 января 1973, Луганск, УССР, СССР) — украинский футбольный арбитр Национальной категории. Хобби — теннис. В настоящее время является инспектором 2 лиги и женских соревнований.

## Судейская карьера
Михаил Родионенко стал футбольным арбитром в 2000 году, когда начал обслуживать матчи регионального чемпионата среди любителей. Через год, в 2001 году, Родионенко стал работать на матчах любительского чемпионата Украины. А через 3 года был переведён на профессиональный уровень — во Вторую украинскую лигу. С 2007 года Михаил Родионенко год работал в Первой лиге, а с 2008 года он обслуживал матчи украинской Премьер-Лиги.